# Вальверде (вигадана країна)
Вальверде (Val Verde) — вигадана країна, яку використовує у своїх творах голлівудський сценарист і продюсер Стивен де Соуза як типовий «латиноамериканський сетинг». Використання вигаданої назви зумовлене тим, що згадка в негативному контексті реально існуючих країн Південної або Центральної Америки могла б викликати певні дипломатичні або юридичні проблеми. «Валь Верде» можна перекласти з іспанської, як «Зелена Долина». Вперше ця назва з'явилася у фільмі «Командо» (1985).

## Опис
Країна Вальверде здебільшого використовувалася в голлівудських фільмах жанру «екшн» 1980-х років як місце дії у Латинській або іноді Південній Америці. Це було зумовлено непростими відносинами США з реально існуючими країнами даного регіону. Зазвичай Вальверде зображена, як бідна і аграрна тропічна країна.
Стівен де Соуза, пояснюючи використання цієї країни у коміксу про Шину (див. нижче), описав її як «щось подібне до Гаяни — популярні туристичні карибські курорти, таємничий тропічний ліс і суміш культур англійців, іспанців, африканців, креолів та корінних мешканців». Також він зазначив, що має деяке розуміння про реалії Гаяни, адже саме звідти походить родина його батька.
У фільмах «Командо» і «Міцний горішок 2» можна побачити прапор цієї країни. В першому випадку він віддалено нагадує прапор Афганістану в 2002-2021 роках, у другому — прапор Болівії.

## Згадки у художніх творах
Вигадана країна під назвою Вальверде була згадана у ряді створених де Соузою кіно- і телефільмів, а також коміксів. Нижче наведено приклади у хронологічному порядку.
- «Командо» (1985) — головний герой протистоїть колишньому диктаторові цієї вигаданої держави.
- Телесеріал «Supercarrier» — дія 5-го епізоду «Rest and Revolution» («Відпочинок і революція», 1988) відбувається у Вальверде під час збройного повстання.
- «Міцний горішок 2» (1990) — антагоністи мають за мету врятувати Рамона Есперансу, диктатора Вальверде, заарештованого за наркоторгівлю і доставленого до США для суду.
- Телесеріал «Adventure Inc.» — десятий епізод першого сезону має назву «Plague Ship of Val Verde» («Чумний корабель з Вальверде»).
- У Вальверде відбуваються події перезапуску класичного коміксу «Шіна, королева джунглів» (видавництво «Devil's Due Publishing», 2015 рік), сценарій якого написав де Соуза.

Окрім власних робіт де Соузи, Вальверде згадується й у творах інших авторів:
- На думку самого де Соузи, події фільму «Хижак» відбуваються саме у Вальверде[4] (слід зазначити, що у новелізації цього фільму і його сиквелі було згадано, що показане в першому фільмі відбувалося у Ґватемалі).
- Broforce, відеогра 2015 року — Вальверде є однією з ігрових локацій.
- Події кінофільму «Атака Юрського періоду» (Jurassic Attack, 2013) відбуваються на території Вальверде.
- Персонаж відеогри «Beholder» Альберт Мейніке є шпигуном Вальверде, з якою країна головного героя (явно європейська) воювала за сорок років до подій сюжету гри.

## Інше
Рід бразильських павуків Predatoroonops отримав свою назву на честь іншопланетянина з фільму «Хижак». Один з видів цього роду названий Predatoroonops valverde.